# 福建醫科大學附屬協和醫院
福建医科大学附属协和医院（英語：Fujian Medical University Union Hospital）创立于1860年，是一所集医疗、科研、教学、预防、保健、康复为一体的大型综合三级甲等医院，位于中华人民共和国福建省福州市鼓楼区新权路29号，拥有床位2500余张，职工4100余人。

## 历史沿革
福建医科大学附属协和医院为创建于1860年的福州圣教医院与创建于1877年的福州马高爱医院合并而成，1994年被卫生部评为福建省首批三级甲等医院。